# Gâteau au fromage
Le terme « gâteau au fromage » peut désigner à la fois un type de gâteau à base de fromage que l'on retrouve dans plusieurs régions du monde (sujet de cet article) mais également l'appellation du cheesecake au Canada francophone.
Pour les articles homonymes, voir Gâteau et Fromage.
Un gâteau au fromage ou Käsekuchen (en Alsace-Moselle) ou cheesecake (en pays anglophones) est un dessert-pâtisserie à base de fromage, le plus souvent du fromage frais ou caillé ou fromage blanc, généralement sucré, ou parfois salé.

## Histoire
Les plus anciennes origines connues du gâteau au fromage myzithropita (à base de mizithra) de la cuisine grecque remontent à la Grèce antique,, entre autres comme offrandes aux dieux de la mythologie grecque, ou comme aliments fortifiants aux athlètes des premiers jeux olympiques antiques,. Dans l'ouvrage culinaire antique Les Deipnosophistes de IIIe siècle, Athénée de Naucratis cite le poète Callimachus comme possédant un livre d'un certain « Aegimius » contenant des recettes de gâteau de fromage,. Avec la conquête de la Grèce par les Romains du IIe siècle av. J.-C., ces derniers le reprennent sous le nom dérivé de placenta ou plus romain de libum, offert à leur tour comme offrandes aux dieux de la mythologie romaine, avec des recettes connues entre autres dans l'ouvrage De agri cultura de Caton l'Ancien du IIe siècle av. J.-C. Le gâteau est alors un fromage frais cuit sur ou à l'intérieur d'une pâte. Vers le Ier millénaire, l'Empire romain introduit et banalise l'usage du gâteau au fromage à l'ouest de l'Europe jusqu'en Angleterre, puis en Scandinavie et dans les pays d'Europe de l'Est, jusqu'à son arrivée sous le nom de cheesecake à New York, puis en Amérique au XVIIIe siècle... 

## Recette
Recette à base de sucre, fécule de maïs, œufs, fromage à la crème, crème fraîche, vanille.
Mélanger le sucre et la fécule de maïs, incorporer les œufs entiers, ajouter peu à peu le fromage à la crème, puis la crème fraîche, et la vanille. Bien mélanger les ingrédients, placer la garniture dans le moule, et faire cuire à four chaud (200 à 240°C) pendant 45 min. Démouler après avoir laissé reposer une heure et demie,,,. 

## Variantes

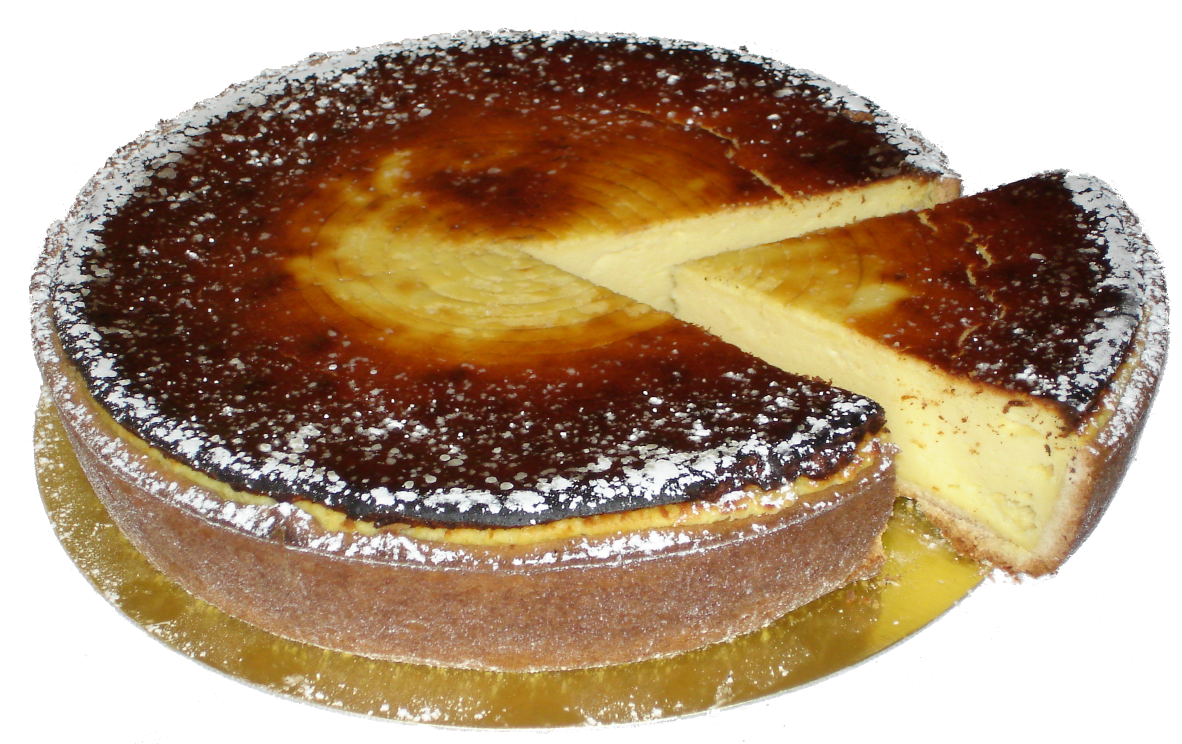
Tarte au me'gin de Lorraine.

En France, le gâteau au fromage existe dans de nombreuses variantes régionales comme le tourteau fromagé du Poitou avec sa forme bombée et sa croûte noire caractéristiques, la tarte au me'gin ou tarte au fromage en Alsace-Moselle (appelée käskùche en francique lorrain et käseküeche en alsacien) ou encore le flaune du Massif central, le fiadone en Corse, ou bien encore les tarte au comté comtoise et tarte au maroilles ch'ti salées...
En Suisse, le gâteau au fromage est constitué d'un fond de pâte brisée ou feuilletée et d'une liaison contenant un fromage à pâte dure, variant selon les régions. C'est un plat relativement proche de la quiche lorraine, mais sans lardons (exemple : le gâteau au fromage à la mode d'Obwald).
En Allemagne et en Autriche, il existe de nombreuses variantes, käsekuchen, ou quarkkuchen à base de quark (fromage).
Aux États-Unis et au Canada, ainsi qu'en Grande-Bretagne, le cheesecake est réalisé à base de fromage à la crème avec un fond de tarte à base de miettes de biscuits mixées. Au Canada francophone, l'appellation « gâteau au fromage », sans autre précision, désigne toujours le cheesecake nord-américain.
Au Japon : les gâteau au fromage japonais, et gâteau au fromage de l'oncle Tetsu.
En Russie et pays slaves, le vatrouchka est une brioche au fromage blanc pressé.